# Sjeverozapadni mande jezici
Sjeverozapadni zapadnomandejski jezici sjeverozapadna skupina zapadnih mande jezika, nekada nazivana samogo, s ukupno (12) jezika koji se govore u Maliju i Burkini Faso. Suvremena klasifikacija dijeli ih na dvije uže skupine, samogo i soninke-bobo : 
a. Samogo jezici (5) Mali, Burkina Faso: bankagooma, duungooma, dzùùngoo, jowulu, seeku.
b. Soninke-Bobo (7): 
b1. Bobo (2) Burkina Faso: 2 jezika: Konabéré i južni bobo madaré),
b2. Soninke-Boso (5) Mali: boso (4 jezika), soninke
a. Boso (4), u Maliju
a1. istočni (3): hainyaxo, tièma cièwè, tiéyaxo
a2. Jenaama (1), u Maliju: jenaama bozo [bze]
b. Soninke (1), jezik soninke [snk]

## Vanjske poveznice
- Ethnologue (14th)
- Ethnologue (15th)